# Seleka
A Seleka (em sangho, 'coalizão, aliança'), também grafado Séléka,  oficialmente Seleka CPSK-CPJP-UFDR, foi uma coalizão formada em agosto de 2012 na República Centro-Africana. Constituiu-se de diferentes facções políticas e milícias hostis ao governo do presidente François Bozizé, que tomou o poder em 24 de março de 2013, depois de liderar um golpe de Estado contra o presidente Ange-Félix Patassé, eleito em 1993 e reeleito em 1999.
A Seleka tinha uma orientação religiosa muçulmana (enquanto que a população do país é majoritariamente  cristã: 80%) mas não possuía uma linha política definida, nem ideologia clara, nem reivindicações precisas. 
Desde o golpe de Estado de 2013, o país atravessa uma crise humanitária e de segurança (manutenção da ordem e da segurança pública). Em janeiro de 2014, a ONU lançou um alerta sobre a possibilidade de um genocídio. 

## Composição e efetivos
Os grupos constituintes do Seleka foram:
- Convenção dos Patriotas para a Justiça e a Paz Fundamental (CPJP-Fondamentale, uma facção dissidente da CPJP), cujo líder militar é o general Noureddine Adam e o porta-voz, Éric Néris-Massi, enteado de Charles Massi.[7]
- União das Forças Democráticas para a Reunificação (UFDR), fundada em 2006 por Michel Djotodia (que retornou de seu exílio no Benin para assumir o comando do grupo) e que constitui quase toda a coalizão.[7][8]

- Frente Democrática do Povo Centro-Africano (FDPC), liderada por Martin Koumtamadji, também conhecido por Abdoulaye Miskine.
- Convenção Patriótica para a Salvação do Kodro (CPSK), cujo fundador é Mohamed-Moussa Dhaffane. [7] [9]
- Aliança para o Renascimento e a Reconstrução (A2R), criada em outubro de 2012,[10] tornou-se em 18 de março de 2013 o Movimento para o Renascimento e a Reconstrução / Movimento Político Alternativo na República Centro-Africana (M2R)[11] (coordenador: Salvador Edjezekanne).[7]

Seu efetivo teria sido de cerca de 20.000 homens em 2013. 
Oficialmente, a coalizão foi dissolvida em setembro de 2013.